# طواف إسبانيا
طواف إسبانيا (بالإسبانية Vuelta ciclista a España)، هو مسابقة سباق دراجات على الطريق بمراحل، انطلقت سنة 1935، و تنظم سنويا، منذ 1935. تجري المسابقة في ثلاثة أسابيع، خلال الجزء الأخير من فصل الصيف. يتغير مسار السباق من سنة لأخرى، ويناهز طوله 3000 كلم عبر الأراضي الإسبانية، و يمتد أحيانا، في بعض مراحله إلى دول أوروبية أخرى كالبرتغال وفرنسا وأندورا. يجرى طواف إسبانيا في حوالي 20 مرحلة، آخرها تختتم، دائما، في العاصمة مدريد. يعتبر طواف إسبانيا أحد الطوافات الكبرى لسباقات الدراجات على الطريق، إلى جانب طواف إيطاليا وطواف فرنسا.

طواف إسبانيا جزء من المدار العالمي للاتحاد الدولي لسباق الدراجات (UCI World Tour)، و هو مصنف في الدرجة الثانية (سلم 4 درجات).

أكثر المتوجين بطواف إسبانيا، هما الدراجان السويسري طوني رومينغر و الإسباني روبيرطو إيراس بثلاثة انتصارات. فيما يبقى أنخيلينو صولير، أصغر متوج في تاريخ المسابقة، حيث فاز بنسخة 1961، وعمره 21 سنة.

## تاريخ المسابقة

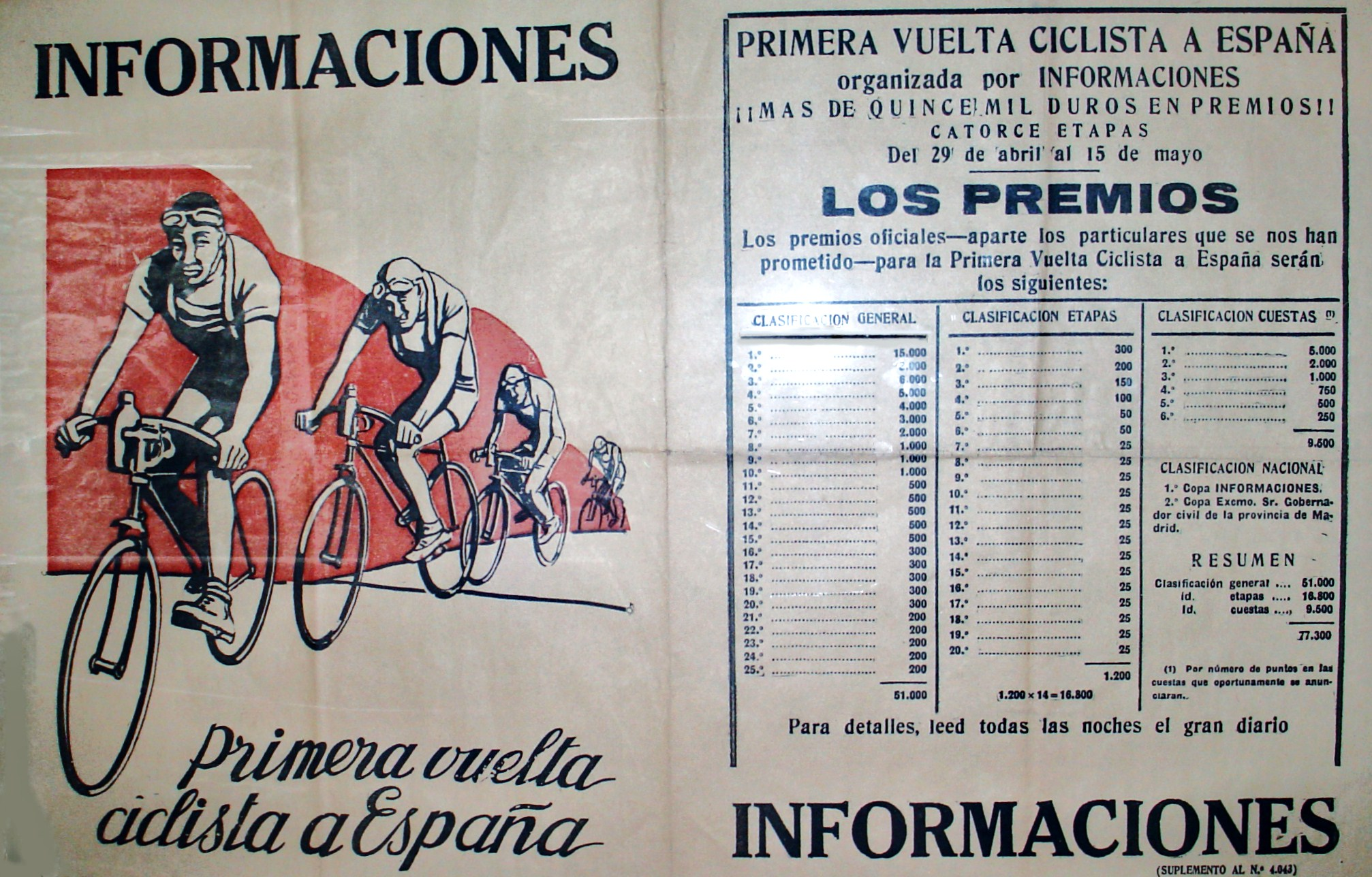
ملصق لجريدة إينفورماثيونيس، إشهارا لأول نسخة لطواف إسبانيا

على غرار طوافي فرنسا وإيطاليا، كان مؤسسو طواف إسبانيا من المجال الصحفي. فقد ساهم ازدهار الجرائد المؤسسة للطوافين (لوطو L'Auto في فرنسا و لاغادزيطا ديلو سبورت La Gazzetta dello Sport في إيطاليا) في إلهام خوان بوجول، مدير جريدة إينفورماثيونيس Informaciones، في إطلاق تجربة مماثلة في إسبانيا، بدعم من منظم التظاهرات الرياضية كليمينتي لوبيث دوريغا</>
أجريت أول نسخة، بين 29 أبريل و 15 ماي 1935، بأربعة عشر مرحلة، على مسافة 3431 كلم، وبمشاركة 50 دراجا. فاز بطواف 1935 البلجيكي غوسطاف دولور. و الذي سيعاود الفوز في النسخة الموالية لسنة 1936، التي عرفت رفع عدد المراحل إلى 21. كانت نظام التنصيف خلال أول نسختين، لا يعتمد على التوقيت (سيعتمد لاحقا في 1941)، بل على مراكز الوصول خلال المراحل (ترتيب بنقط). سيتوقف تنظيم طواف إسبانيا، إلى غاية 1941، بسبب الحرب الأهلية الإسبانية.

في نسخة 1941، التي ستعرف تكفل جريدة يا Ya بالتنظيم، ستجرى أولى مراحل السباق ضد الساعة، في تاريخ الطواف، وستعرف تتويج الإسباني خوليان بيرينديرو كأول فوز محلي في تاريخ طواف إسبانيا. سيفوز بيرينديرو، أيضا بالنسخة الموالية لسنة 1942. لن تلبث المسابقة أن تعاود التوقف من جديد، بسبب الحرب العالمية الثانية، إلى غاية 1945.

كانت نسخة 1950، آخر نسخة تنظمها جريدة يا، لتتخلى بعد ذلك عن الإشراف على طواف إسبانيا. ستتوقف المسابقة، إلى غاية 1955، حيث ستتكلف جريدة إلكوريو إسبانيول-إلبويبلو باسكو El correo español-El pueblo vasco بالتنظيم.

سيعرف طواف 1968 صعوبات تنظيمية، بسبب تداعيات الاحتجاجات الطلابية والاجتماعية لماي 1968، حيث ألغيت المرحلة 15 (بين بيطوريا وبنبلونة) بسبب تفجير إرهابي، كان يستهدف كوكبة الدراجين، انفجر لحسن الحظ، دقائق قبل مرور الكوكبة.

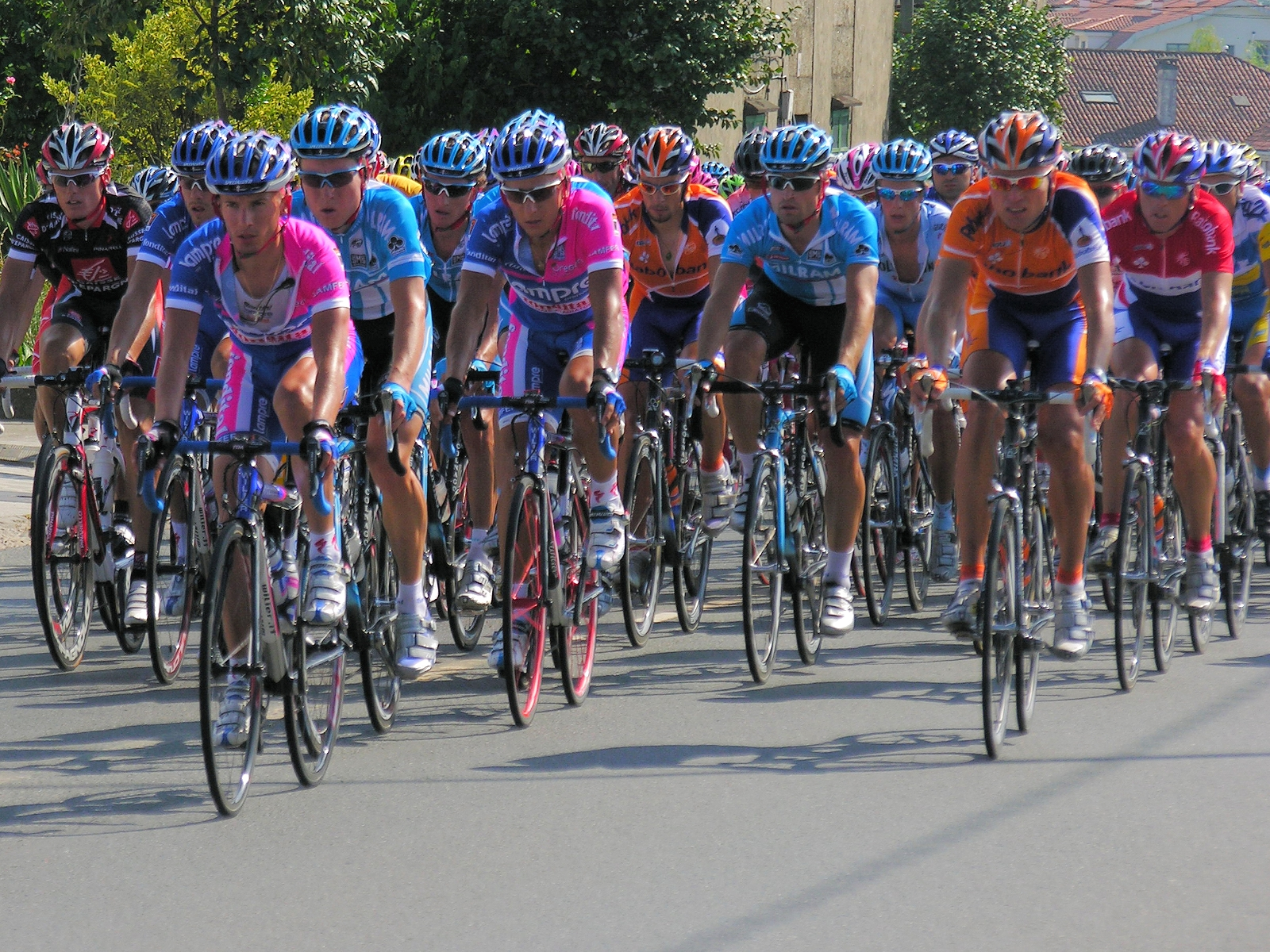
كوكبة دراجين خلال إحدى مراحل طواف إسبانيا 2007

منذ 1979، ستتولى شركة أونيبوبليك Unipublic الإسبانية المتخصصة في تنظيم التظاهرات الرياضية والثقافية، تنظيم طواف إسبانيا. ستنتقل ملكية هذه الشركة، في 2005، إلى القناة التلفزيونية أنطينا 3. في 2008، ستشتري مجموعة أموري للتنظيم الرياضي Amaury Sport Organisation الفرنسية، مالكة حقوق طواف فرنسا، 49% من أسهم أونيبوبليك.

في نسخة 1982، ستسجل سابقة في تاريخ الطواف، حيث سيتم سحب اللقب من الفائز، الإسباني أنخيل أرويو، لثبوت تعاطيه المنشطات. سيعتبر مارينو ليخاريطا فائزا بنسخة 1982.

في سنة 1997، ستنطلق المسابقة، لأول مرة خارج إسبانيا، و تحديدا بلشبونة البرتغالية، تكريما للمدينة لاحتضانها فعاليات المعرض العالمي 1998.

سيعرف طواف إسبانيا انطلاقا من 1995، تغيير موعده السنوي، من ربيعي إلى صيفي، حيث يجرى الطواف، إلى اليوم (2012) بين شهري أغسطس وشتنبر ، و هو آخر الطوافات الكبرى في موسم المدار العالمي للاتحاد الدولي لسباق الدراجات (UCI World Tour).

## الأقمصة ومعايير الترتيب[14]
الترتيب العامو هو أهم قميص في المسابقة، يرتبط بمجموع التوقيت المسجل، ويحمله متصدر الترتيب العام خلال المراجل، والفائز بالطواف. كان بلون برتقالي في نسخ 1935 و1936 و1942. و تحول لونه للأبيض في نسخة 1941. بين 1945 و1999 سيستقر في اللون الأصفر، قبل أن يتحول للذهبي في 1999. انطلاقا من طواف 2010، و بهدف التميز عن طواف فرنسا، سيتحول إلى اللون الحالي (2012)، الأحمر.
 ترتيب النقطو هو المخصص لمتصدر ترتيب النقط. و هو ترتيب مبني على نقط موافقة لترتيب الوصول أثناء المراحل، والنقط المكتسبة أثناء التسارعات البينية (ضمن المراحل). خلافا لطواف فرنسا، نظام التنقيط لا يتغير حسب طبيعة المراحل (سهلية أو جبلية)، و هو ما يضفي خصوصية على طواف إسبانيا، حيث أن حامل القميص الأخضر لا يخرج عن زمرة المرشحين لحمل القميص الأحمر.
- في كل مرحلة تمنح مرتبة الوصول نقطا للدراجين ال 15 الأوائل، حسب مراتب وصولهم، وهي على التوالي: 25، 20، 16، 14، 12، 10، 9، 8، 7، 6، 5، 4، 3، 2، 1 (نقط).
- كل تسارع بيني يمنح للدراجين الثلاثة الأوائل، على التوالي، 4 و 2 و 1 (نقط).

 ترتيب التسلقو هو المخصص لأحسن الدراجين المتخصصين في الصعود الجبلي أو النصف الجبلي، ويحتسب بنقط متوافقة مع ترتيب الوصول إلى قمم الممرات الجبلية التي يمكن أن تتضمنها مرحلة معينة. تختلف النقط المحصل عليها حسب تصنيف صعوبة الممر الجبلي، وذلك حسب السلم التالي:
- قمة البيرطو فيرنانديث: 15 نقطة للأول، ثم على التوالي 10، 6، 4 و 2 (ينقط الخمسة الأوائل فقط).
- ممر جبلي من الدرجة الأولى: 10، 6، 4، 2، 1 (ينقط الخمسة الأوائل فقط).
- ممر جبلي من الدرجة الثانية: 5، 3، 1 (ينقط الثلاثة الأوائل فقط).
- ممر جبلي من الدرجة الثالثة: 3، 2، 1 (ينقط الثلاثة الأوائل فقط).

 الترتيب المركبيحتسب بجمع المراتب التي يحتلها الدراج في الترتيب العام وترتيب النقط وترتيب التسلق. يدخل الدراجون لجدول الترتيب المركب، بشرط الوجود على الأقل في ترتيبين من التراتيب الثلاثة السالفة الذكر.

## سجل الفائزين
| النسخة | المرتبة الأولى      | المرتبة الثانية              | المرتبة الثالثة           |
| 1935   | غوسطاف دولور        | ماريانو كانياردو             | أنطوان دينييف             |
| 1936   | غوسطاف دولور        | ألفونس دولور                 | أنطونيو بيرطولا           |
| 1941   | خوليان بيرينديرو    | فيرمين طرويبا                | خوصي خاباردو              |
| 1942   | خوليان بيرينديرو    | دييغو تشافير                 | أنطونيو أندريس سانتشو     |
| 1945   | ديليو رودريغيث      | خوليان بيرينديرو             | خوان خيمينو               |
| 1946   | دالماثيو لانغاريكا  | خوليان بيرينديرو             | يان لامبريكس              |
| 1947   | إدوارد فان ديك      | مانويل كوسطا                 | ديليو رودريغيث            |
| 1948   | بيرناردو رويث       | إيميليو رودريغيث             | بيرناردو كابو             |
| 1950   | إيميليو رودريغيث    | مانويل رودريغيث              | خوصي سيرا                 |
| 1955   | جان ضوطو            | أنطونيو خيمينيث كيليس        | رافاييل جيمينياني         |
| 1956   | أنجيلو كونطيرنو     | خيسوس لورونيو                | رايمون إيمبانيس           |
| 1957   | خيسوس لورونيو       | فيديريكو باهامونطيس          | بيرناردو رويث             |
| 1958   | جان ستابلينسكي      | باسكوالي فورنارا             | فيرناندو مانثانيكي        |
| 1959   | أنطونيو سواريث      | خوصي سيغو                    | ريك فان لوي               |
| 1960   | فرانس دي مولدر      | أرمان ديمي                   | ميغيل باتشيكو             |
| 1961   | أنخيلينو سولير      | فرانسوا ماهي                 | خوصي بيريث فرانثيس        |
| 1962   | رودي آلتيج          | خوصي بيريث فرانثيس           | سيموس إليوت               |
| 1963   | جاك أنكيتيل         | خوصي مارتين كولميناريخو      | ميغيل باتشيكو             |
| 1964   | رايمون بوليدور      | لويس أوطانيو                 | خوصي بيريث فرانثيس        |
| 1965   | رولف وولفشول        | رايمون بوليدور               | ريك فان لووي              |
| 1966   | فرانثيسكو جابيكا    | إيوسيبيو بيليث               | كارلوس إيتشيباريا         |
| 1967   | يان يانسين          | جان بيير دوكاس               | أوريليو غونثاليث بوينطي   |
| 1968   | فيليتشي جيموندي     | خوصي بيريث فرانثيس           | إيوسيبيو بيليث            |
| 1969   | روجي بانجون         | خيسوس لويس أوكانيا           | مارينوس فاغتمانس          |
| 1970   | خيسوس لويس أوكانيا  | أغوستين تاماميس              | إيرمان فان سبرينغل        |
| 1971   | فيرديناند براك      | فيلفريد دافيد                | خيسوس لويس أوكانيا        |
| 1972   | خوسي مانويل فوينتي  | ميغيل ماريا لاسا             | أغوستين تاماميس           |
| 1973   | إيدي ميركس          | خيسوس لويس أوكانيا           | بيرنار طيفيني             |
| 1974   | خوسي مانويل فوينتي  | جواكيم أغوستينيو             | بيرنار طيفيني             |
| 1975   | أغوستين تاماميس     | دومينغو بيرورينا             | ميغيل ماريا لاسا          |
| 1976   | خوسيه بيسارودونا    | خيسوس لويس أوكانيا           | خوصي ناثابال              |
| 1977   | فريدي مارتينس       | ميغيل ماريا                  | كلاوس بيتير طالير         |
| 1978   | بيرنار إينو         | خوسيه بيسارودونا             | جان روني بيرنودو          |
| 1979   | يوب زوطيملك         | فرانثيسكو غالدوص             | ميشال بولانتيي            |
| 1980   | فاوستينو روبيريث    | بيدرو طوريس                  | كلود كريكيليون            |
| 1981   | جيوفاني باطاغلين    | بيدرو مونيوث ماتشين رودريغيث | بيثينطي بيلدا             |
| 1982   | مارينو ليخاريطا     | ميشال بولانتيي               | سفين آك نيلسون            |
| 1983   | بيرنار إينو         | مارينو ليخاريطا              | ألبيرطو فيرنانديث يبلانكو |
| 1984   | إيريك كاريطو        | ألبيرطو فيرنانديث يبلانكو    | رايمونت ديتزن             |
| 1985   | بيدرو ديلغادو       | روبيرت ميلار                 | باتشو رودريغيث            |
| 1986   | ألبارو بينو         | روبيرت ميلار                 | شون كيلي                  |
| 1987   | لويس إيريرا         | رايمونت ديتزن                | لوران فينيون              |
| 1988   | شون كيلي            | رايمونت ديتزن                | أنسيلمو فويرطي            |
| 1989   | بيدرو ديلغادو       | فابيو بارا                   | أوسكار دي خيسوس بارغاس    |
| 1990   | ماركو جيوفانيتي     | بيدرو ديلغادو                | أنسيلمو فويرطي            |
| 1991   | ميلتشور ماوري       | ميغيل إندوراين               | مارينو ليخاريطا           |
| 1992   | طوني رومينغر        | خيسوس مونطويا                | بيدرو ديلغادو             |
| 1993   | طوني رومينغر        | أليكس تسولي                  | لاوديلينو كوبينو          |
| 1994   | طوني رومينغر        | ميكل سارابيتيا               | بيدرو ديلغادو             |
| 1995   | لوران جالابير       | أبراهام أولانو               | يوهان بروينيل             |
| 1996   | أليكس تسولي         | لوران دوفو                   | طوني رومينغر              |
| 1997   | أليكس تسولي         | فيرناندو إيسكارتين           | لوران دوفو                |
| 1998   | أبراهام أولانو      | فيرناندو إيسكارتين           | خوصي ماريا خيمينيث        |
| 1999   | يان أولريش          | إيغور غونثاليث دي غالديانو   | روبيرطو إيراس             |
| 2000   | روبيرطو إيراس       | أنخيل كاسيرو                 | بافل طونكوف               |
| 2001   | أنخيل كاسيرو        | أوسكار سيبيا                 | ليفي لايفايمر             |
| 2002   | أيطور غونثاليث      | روبيرطو إيراس                | جوسيبا بيلوكي             |
| 2003   | روبيرطو إيراس       | إيسيدرو نوثال                | أليخاندرو بالبيردي        |
| 2004   | روبيرطو إيراس       | سانتياغو بيريث               | فرانثيسكو مانثيبو         |
| 2005   | دينيس مينتشوف       | كارلوس ساستري                | فرانثيسكو مانثيبو         |
| 2006   | أليكساندر فينوكوروف | أليخاندرو بالبيردي           | أندري كاشيشكين            |
| 2007   | دينيس مينتشوف       | كارلوس ساستري                | صمويل سانتشيث             |
| 2008   | ألبيرتو كونتادور    | ليفي لايفايمر                | كارلوس ساستري             |
| 2009   | أليخاندرو بالبيردي  | صمويل سانتشيث                | كاديل إيفانس              |
| 2010   | فينتشينزو نيبالي    | إيثيكييل موسكيرا             | بيتر فيلتيس               |
| 2011   | خوان خوصي كوبو      | كريستوفر فروم                | برادلي ويغينس             |
| 2012   | ألبيرتو كونتادور    | أليخاندرو بالبيردي           | خواكيم رودريغيث           |

## وصلات داخلية
- سباق الدراجات على الطريق
- طواف إسبانيا 2012

## وصلات خارجية
- الموقع الرسمي للمسابقة